# Postępowa Partia Pracy
Postępowa Partia Pracy (ang. Progressive Labour Party, PLP) – australijska partia lewicowa istniejąca w latach 1996-2001.  

## Historia
PLP została założona w 1996  w Newcastle przez byłych członków Australijskiej Partii Pracy i pierwotnej Komunistycznej Partii Australii. Nowa organizacja miała stanowić odpowiedź na odejście ALP od jej pierwotnych idei demokracji, socjalizmu oraz kwestii robotniczej.  
Rod Noble, sekretarz krajowy PLP, opisał Postępową Partię Pracy jako „szeroki sojusz” socjalistów. Bloger Andy Fleming stwierdził, że grupa została „w dużej mierze przyćmiona” od czasu powstania Sojuszu Socjalistycznego. Partia została wyrejestrowana przez Australijską Komisję Wyborczą w grudniu 2006. Natomiast 2021 połączyła się z Australijskimi Postępowcami.